# Pla de Beret
El Pla de Beret es una zona plana situada a 1860 m de altitud sobre el nivel del mar, y un puerto de montaña del Pirineo (Puerto de Beret en español) ubicado en España, en el valle de Arán (perteneciente a la provincia de Lérida).

## Toponimia
Pla, en catalán, es sinónimo del español «planicie» (y del occitano plan, con el mismo sentido). En geografía, designa en particular a una llanura o una plataforma, coincidente con una zona entre montañas un poco más llana.

### Topografía
El pla de Beret se encuentra al Norte de la carretera C-28, que después de haber atravesado el Val de Aran se dirige al Pallars Sobirá por el puerto de la Bonaigua. La carretera supera el puerto de Beret antes de alcanzar el Pla, que se extiende sobre unos 4 km de longitud, entre el Ull de la Garona y la cabaña de los Gavatxos. Está cubierto de praderas naturales, las más amplias del Valle de Arán.
Estas praderas se elevan hasta las cumbres vecinas que forman, al este, el macizo de Beret.
Dos fuentes manan en el Pla de Beret: la Noguera Pallaresa, y la de  Ull o Ulh de Garona. Ull (en catalán), Ulh o Uèlh (en aranés) significan «ojo», «agujero, abertura» o «fuente»: se trata aquí de la fuente del río Garona, denominada también del Garona Oriental. Desde 1931, cuando Norbert Casteret puso de manifiesto que las aguas del Guelh de Joèu, cerca de la frontera francesa, provenían (a través del «Agujero del Toro») del macizo de la Maladeta, la fuente oficial del nacimiento del Garona, según las convenciones, ya no sería la del Pla de Beret, si no la fuente de este pequeño arroyo nacido a una altitud superior.

## Deportes

### Esquí
El Pla de Beret forma parte de la estación de Baqueira Beret (en aranés, Vaquèira-Beret). El Pla posee una pista de esquí de fondo de una longitud de 7 km. Cada año tiene lugar una importante competición de esquí de fondo, la Marxa Beret.

### Ciclismo
El puerto de montaña tiene una longitud de 21,7 km, con un desnivel de 884 metros de altura. La pendiente media es de un 4,1%, y las rampas más pronunciadas no superan el 7%.
El Pla de Beret es lugar de paso habitual tanto de la Vuelta a España como del Tour de Francia, y ha sido final de etapa en múltiples ocasiones. Para este último caso, a continuación se incluyen la edición de la carrera, y el vencedor de la etapa: 

#### Vuelta a España
- 2008 :   David Moncoutié
- 2003 :   Joaquim Rodríguez
- 1999 :   Daniele Nardello
- 1995 :   Alex Zülle
- 1992 :   Jon Unzaga
- 1991 : etapa anulada

#### Tour de Francia
- 2006 :   Denis Menchov